# سند ریج (نیویورک)
سند ریج (به انگلیسی: Sand Ridge) یک منطقهٔ مسکونی در ایالات متحده آمریکا است که در شهرستان آزویگو، نیویورک واقع شده‌است. سند ریج ۶٫۳ کیلومتر مربع مساحت و ۸۴۹ نفر جمعیت دارد و ۱۳۲ متر بالاتر از سطح دریا واقع شده‌است.